# Dicranomyia setulipennis
Dicranomyia setulipennis är en tvåvingeart som först beskrevs av Alexander 1929.  Dicranomyia setulipennis ingår i släktet Dicranomyia och familjen småharkrankar. Inga underarter finns listade i Catalogue of Life.